# Begum
Begum (auch: Begüm, Bagum, Begom, Begam, Baigum oder Beygum) ist ein Titel, der in Zentral- und Südasien von führenden Frauen der Gesellschaft getragen wird, inklusive Monarchinnen, Aristokratinnen, First Ladies und Ministerpräsidentinnen.
Die Bedeutung variiert nicht so stark wie die des entsprechenden männlichen Titels Bey (ursprünglich Beg), die zwischen der Anrede für einen Offizier und der eines Herren oder Herrschers schwanken kann.
Vor allem unter den Muslimen des indischen Subkontinents ist der Titel verbreitet, Khaleda Zia, die ehemalige Regierungschefin von Bangladesch, führt ihn ebenso wie die Ehefrauen des jeweiligen Ismailitenführers Aga Khan (beispielsweise Yvette Labrousse oder Gabriele Inaara Begum Aga Khan).
Berühmt geworden ist die Regierungszeit der Begumen im 19. und frühen 20. Jahrhundert in Bhopal.
Vor allem in Indien wird Begum aber auch allgemein als Geburtsname vergeben; sowie auch in der Türkei als Begüm.